# Céléstin Pande Kapopo
Céléstin Pande Kapopo est une personnalité politique de la République démocratique du Congo. Il est sénateur, ancien gouverneur du Haut-Katanga du 9 septembre 2017 jusqu'au janvier 2019,,